# Basilobelba pacifica
Basilobelba pacifica är en kvalsterart som beskrevs av Hammer 1971. Basilobelba pacifica ingår i släktet Basilobelba och familjen Basilobelbidae. Inga underarter finns listade.